# پاتریک کرون
پاتریک کرون (به فرانسوی: Patrick Kron) (زاده ۲۶ سپتامبر ۱۹۵۳) بازرگان و مدیر اجرایی فرانسوی است، که در حال حاضر به‌عنوان مدیرعامل شرکت آلستوم و رئیس هیئت مدیره امریس فعالیت می‌کند.

## زندگی‌نامه
کرون فرزند مهاجران یهودی-لهستانی است که در زمان جنگ جهانی دوم از اردوگاه کار اجباری نازیها نجات یافته و به فرانسه مهاجرت کردند. خانواده او ابتدا در صنعت نساجی مشغول به کار شدند. او دبیرستان خود را در دبیرستان ژاک دکور به پایان برد و سپس به دانشگاه اکول پلیتکنیک راه یافت. او همچنین در دانشگاه مین نیز تحصیل کرد.

## سوابق
او کار خود را از وزارت صنعت فرانسه در بین سالهای ۱۹۷۹ تا ۱۹۸۴ شروع کرد. او در سال ۲۰۰۳ به ریاست شرکت آلستوم رسید. در سال ۲۰۰۳ شرکت آلستوم مجبور به تغییرات زیاد برای جلوگیری از ورشکستگی شد و توسط دولت فرانسه نجات پیدا کرد. در سال ۲۰۰۴ شرکت آلستوم ۱٫۸۳ میلیارد یورو ضرر کرد.